# Tunnel
Pour les articles homonymes, voir Tunnel (homonymie).

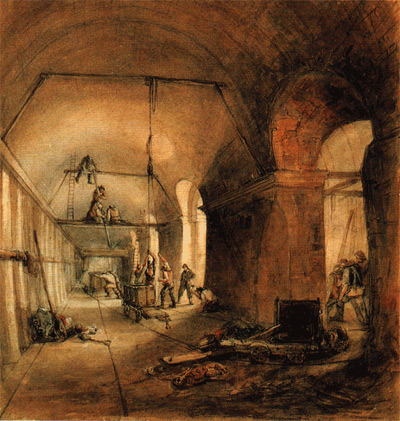
Construction du tunnel sous la Tamise en 1830.

Un tunnel est une galerie souterraine livrant passage à une voie de communication (chemin de fer, canal, route, chemin pour piétons). Sont apparentés aux tunnels par leur mode de construction les grands ouvrages hydrauliques souterrains, tels que les aqueducs, collecteurs et émissaires destinés soit à l'amenée, soit à l'évacuation des eaux des grands centres et certaines conduites établies en liaison avec les barrages et usines hydroélectriques.
Un tunnel est un ouvrage d'art complexe qui nécessite des études préalables parfois très lourdes pour anticiper les difficultés qui seront rencontrées et définir sa géométrie. En fonction de la nature du terrain (roches, sols friables, présence d'aquifères), du contexte (tunnel sous-marin, tunnel urbain), des caractéristiques du tunnel (longueur, usage), différentes méthodes de réalisation peuvent être employées : explosifs, attaque ponctuelle, tranchée couverte, tunnelier…
Les premiers tunnels sont réalisés dès l'Antiquité principalement pour acheminer l'eau jusqu'aux lieux de sa consommation. Les progrès techniques réalisés à la fin du Moyen Âge (mise au point des explosifs à mèche lente et de pompes efficaces) permettent la réalisation d'ouvrages plus longs. Mais c'est au XIXe siècle que les progrès les plus importants sont effectués pour permettre la construction des réseaux ferroviaires. C'est à cette époque que sont mis au point la technique du bouclier qui permet de protéger les ouvriers des éboulements, les perforatrices à air comprimé qui permettent d'accélérer le creusement et de systèmes de ventilation efficace permettant de réaliser des tunnels de grande longueur. Les progrès technologiques se poursuivent au XXe siècle notamment la mise au point de tunneliers permettant d'accroitre la productivité et de forer dans tous les types de terrain. Les besoins nés du développement des transports interurbains et d'une croissance urbaine exponentielle entrainent la multiplication des tunnels ferroviaires et routiers toujours plus audacieux comme le tunnel sous la Manche.

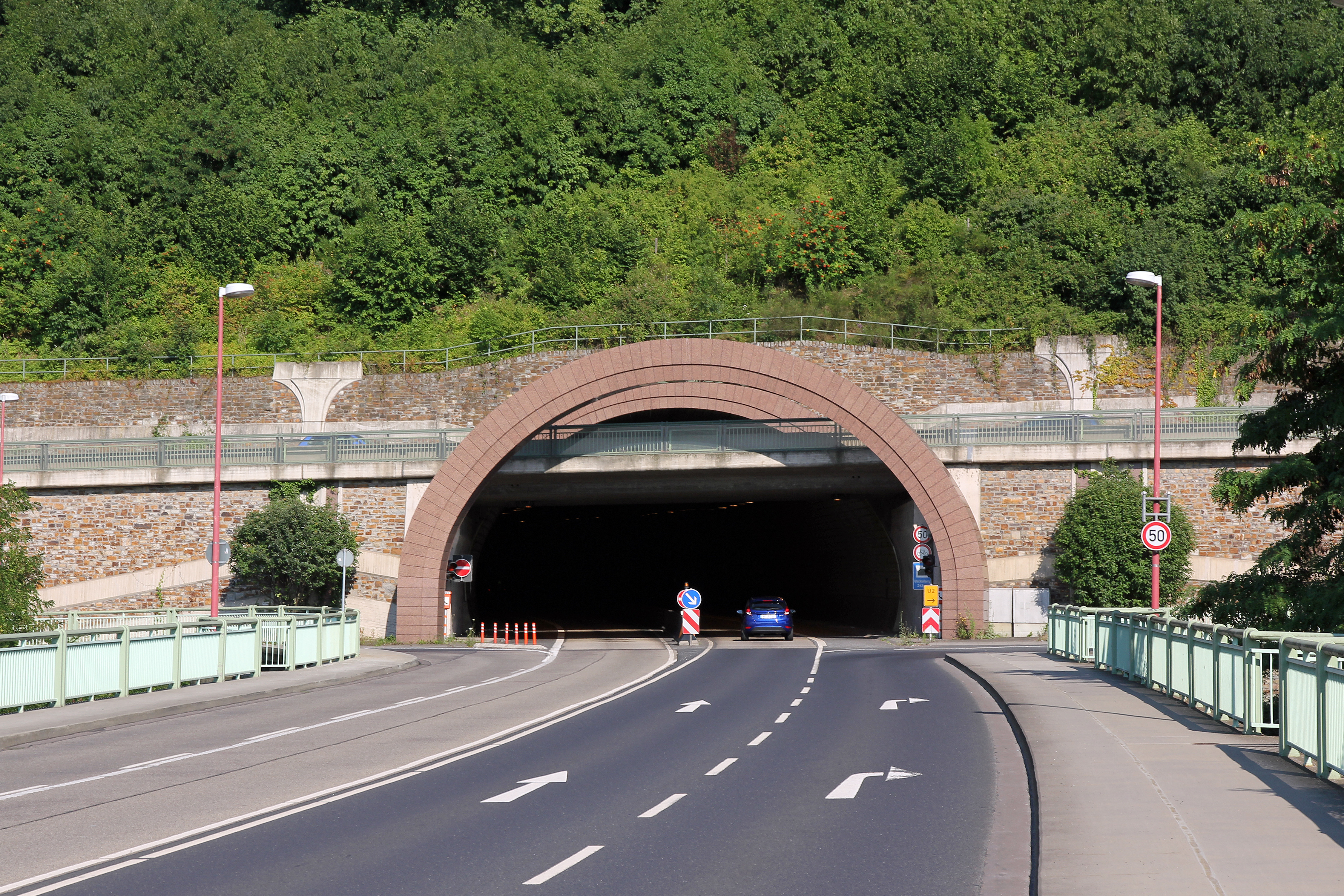
Le passage en tunnel est souvent la meilleure solution pour diminuer la fragmentation des écosystèmes par les voies de transport.
Ici les déplacements animaux et des graines et propagules de végétaux ne sont pas entravés par la route, comme cela aurait été le cas si elle avait coupé la forêt.

## Terminologie

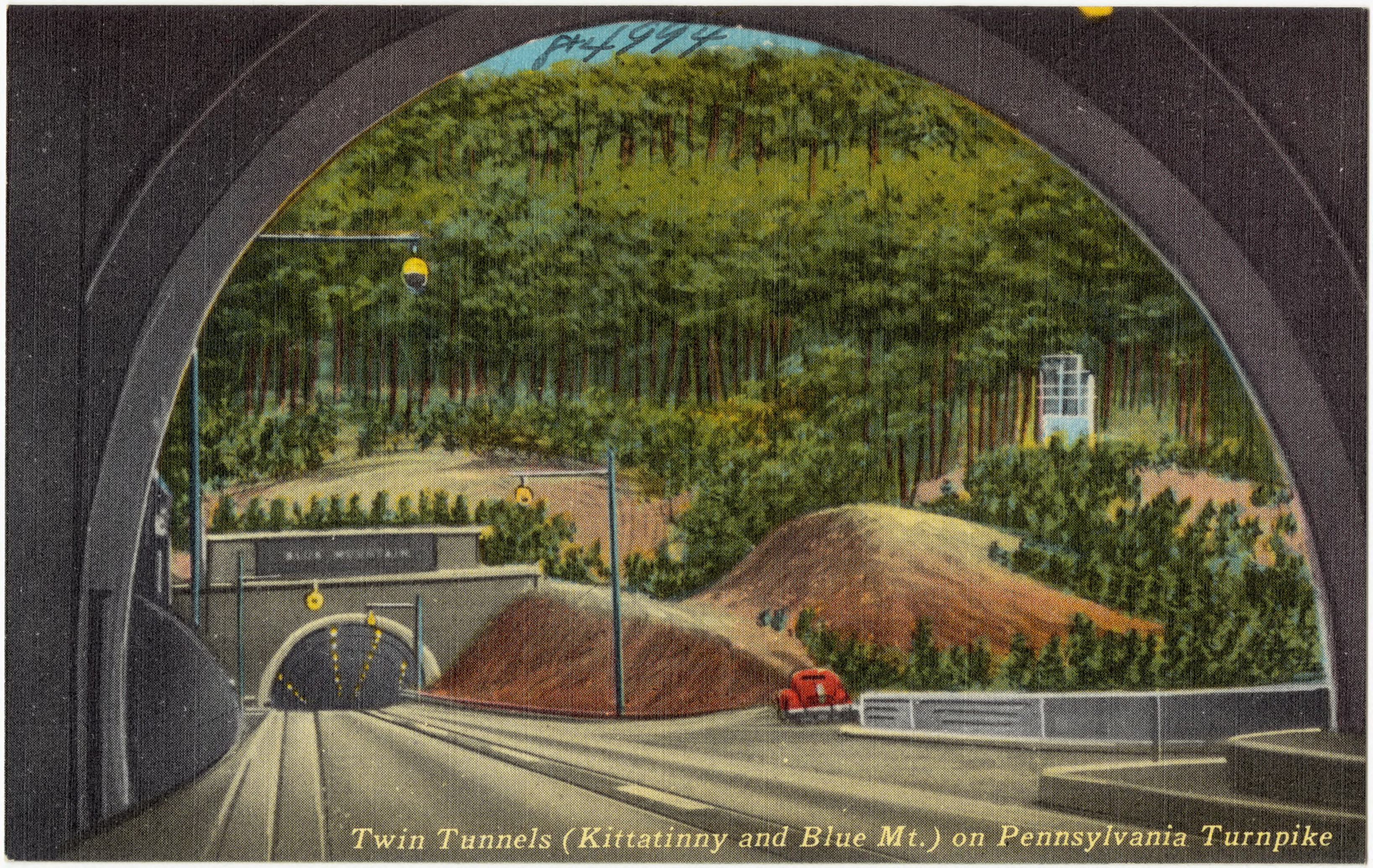
Twin Tunnels (Kittatinny and Blue Mt.) on Pennsylvania Turnpike. Carte postale Tichnor Brothers. Entre 1930 et 1945.

### Étymologie
Le terme « tunnel » est d'abord attesté sous la forme « tonnelle » en 1794 pour traduire l'anglais tunnel, puis sous la forme « tunnel » en 1825 ou 1827,. Le mot anglais dérive lui-même du français « tonnelle » évoquant la forme du tonneau. Ce mot apparaît après la construction du tunnel sous la Tamise construit par Marc Isambart Brunel. Le mot anglais a été ensuite repris par Marc Seguin au moment de la construction de la ligne de chemin de fer Saint-Étienne–Lyon, de préférence au terme officiel de « souterrain » qui a été conservé par Voies navigables de France (VNF) pour les canaux.
Le mot est d'abord féminin, d'après le genre de « tonnelle », avant de devenir masculin.

### Définition de « tunnel »
Un tunnel désigne dans le langage courant un ouvrage linéaire souterrain ouvert à la circulation routière ou ferroviaire. Pour les ouvrages hydrauliques (adduction d'eau, égouts), les ouvrages de petite section (galeries de reconnaissance, passages de câbles) le terme galerie est le plus souvent employé. Un ouvrage souterrain utilisé par les piétons est un passage souterrain. Dans tous ces cas de figure, les méthodes de construction utilisées sont identiques.
Dans le domaine du génie civil, bien que cette définition ne soit pas totalement admise, on considère souvent qu'un tunnel doit être au moins deux fois plus long qu'il n'est large pour mériter cette désignation. Il doit en outre être fermé de tous les côtés, excepté à chacune de ses extrémités, ce qui le différencie d'un passage en tranchée. L'article R118-1-1 du code de la voirie routière français précise :

« Un tunnel désigne toute route ou chaussée située sous un ouvrage de couverture qui, quel que soit son mode de construction, crée un espace confiné. Une section de route ou de chaussée située sous un ouvrage de couverture n'est pas un espace confiné dès lors que l'ouvrage de couverture comporte des ouvertures vers l'extérieur dont la surface est égale ou supérieure à 1 m2 par voie de circulation et par mètre de chaussée. »

### Définitions connexes
La section transversale d'un tunnel (profil de travers) peut prendre différentes formes en fonction de la méthode de construction retenue (l'utilisation d'un tunnelier implique une section circulaire alors que la méthode de la tranchée couverte implique une section rectangulaire), du besoin, de la nature du terrain (dans un terrain déformable la section circulaire est préférée alors que dans un terrain constitué de roches stables, on est libre de choisir une forme différente par exemple ovale), etc. Dans tous les cas les piédroits désignent les parties verticales de la section transversale du tunnel, comprises entre la voûte et le sol de fondation de l'ouvrage et par extension les parties latérales de la section transversale d'un tunnel. Le radier est la partie inférieure du tunnel située entre les deux piédroits. Le terrain encaissant est la nature de terrain dans lequel est réalisé le tunnel. Il peut être surmonté par des couches de terrain de nature différente. La couverture est la distance verticale entre la surface du terrain naturel et la clé de voute du tunnel. Le soutènement est la partie du tunnel qui assure la stabilité de l'ouvrage (par exemple voussoirs). La face interne du tunnel peut être recouverte d'un revêtement qui vient compléter le soutènement dans son son rôle et/ou assurer d'autres fonctions (finition…). Un tunnel percé ddans des roches dures peut être dépourvu de soutènement et de revêtement.

## Des tunnels aux usages très variés

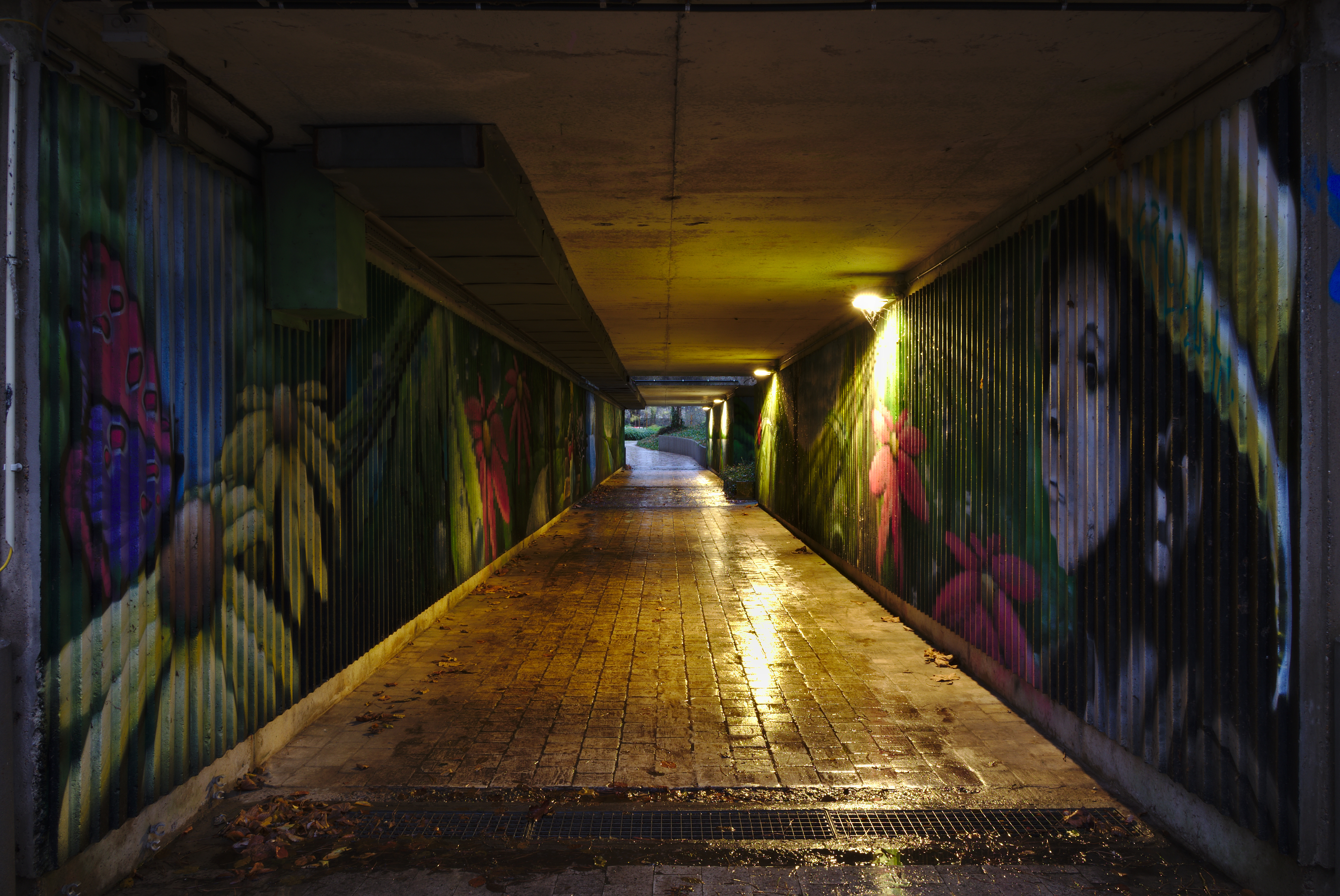
Tunnel pédestre à Louvain-la-Neuve.

Un tunnel peut être utilisé pour permettre le passage de personnes : piétons, cyclistes, trafic routier, trafic ferroviaire, péniches (canal en tunnel) ou navires de plaisance et de trafic maritime (ex : projet de tunnel à bateaux reliant deux fjords).
D'autres tunnels avaient fonction d'aqueduc, construits uniquement pour transporter de l'eau — destinée à la consommation, à l'acheminement des eaux usées ou à l'alimentation de barrages hydroélectriques — alors que d'autres encore sont creusés pour acheminer des câbles de télécommunication, de l'électricité, des hydrocarbures, etc.
Quelques tunnels secrets ou stratégiques ont été également construits à des fins militaires pour pénétrer des secteurs interdits, comme les tunnels de Củ Chi au Viêt Nam, les tunnels reliant la bande de Gaza en Israël, ou les tunnels de sape destinés à affaiblir des fortifications ou les murailles de châteaux.
Il existe aujourd'hui des écoducs, tunnels spécifiquement destinés à permettre à des espèces menacées de traverser des routes sans danger.

### Tunnels hélicoïdaux
Un tunnel hélicoïdal est construit en spirale à l'intérieur de la montagne, il permet un dénivelé important sur une très courte distance apparente (la sortie se fait souvent à l'aplomb de l'entrée).

## Histoire des tunnels

### Antiquité
Diverses installations fortifiées étaient équipées de tunnels plus ou moins secrets permettant à leurs occupants de s'enfuir ou de circuler sans être vus. De nombreux tunnels ont été construits dans le cadre d'activités minières ou nécessaires pour amener de l'eau, ainsi les qanats qui ont été réalisés dans des régions désertiques ou les tunnels construits en Israël à Jérusalem (tunnel construit par Ézéchias, vers 700 av. J.-C., amenant l'eau de la source de Gihon au bassin de Siloé) ou à Gezer (tunnel d'une longueur d'environ 67 m construit au milieu du IIe millénaire av. J.-C. pour permettre l'accès à une source souterraine).
- La plus ancienne mention d'un tunnel est celle de Diodore de Sicile décrivant le tunnel de Babylone qui aurait été construit par la reine Sémiramis, il y a près de 4 000 ans[8],[9].
- Eupalinos dirigea la construction d'un tunnel à travers une montagne pour amener l'eau d'une source dans la ville de Samos vers 520 av. J.-C.
- Sur la Via Flaminia a été construit le tunnel routier du Furlo entre Cagli et Fossombrone réalisé sous Vespasien et terminé en 76 apr. J.-C.
- Les constructions à l'époque romaine des aqueducs nécessaires à l'alimentation en eau les villes ont été l'occasion de construire des galeries souterraines. Il en était de même pour l'évacuation des eaux usées et on peut encore voir à Rome le cloaca maxima datant, dans sa structure actuellement visible, de l'époque d'Auguste. Des galeries souterraines ont été construites pour réguler les niveaux de lacs, comme celle du lac Fucino avec un tunnel de 5 679 m de longueur ainsi que de 1 650 m pour le du lac de Nemi[10].

### Les apports de la Renaissance

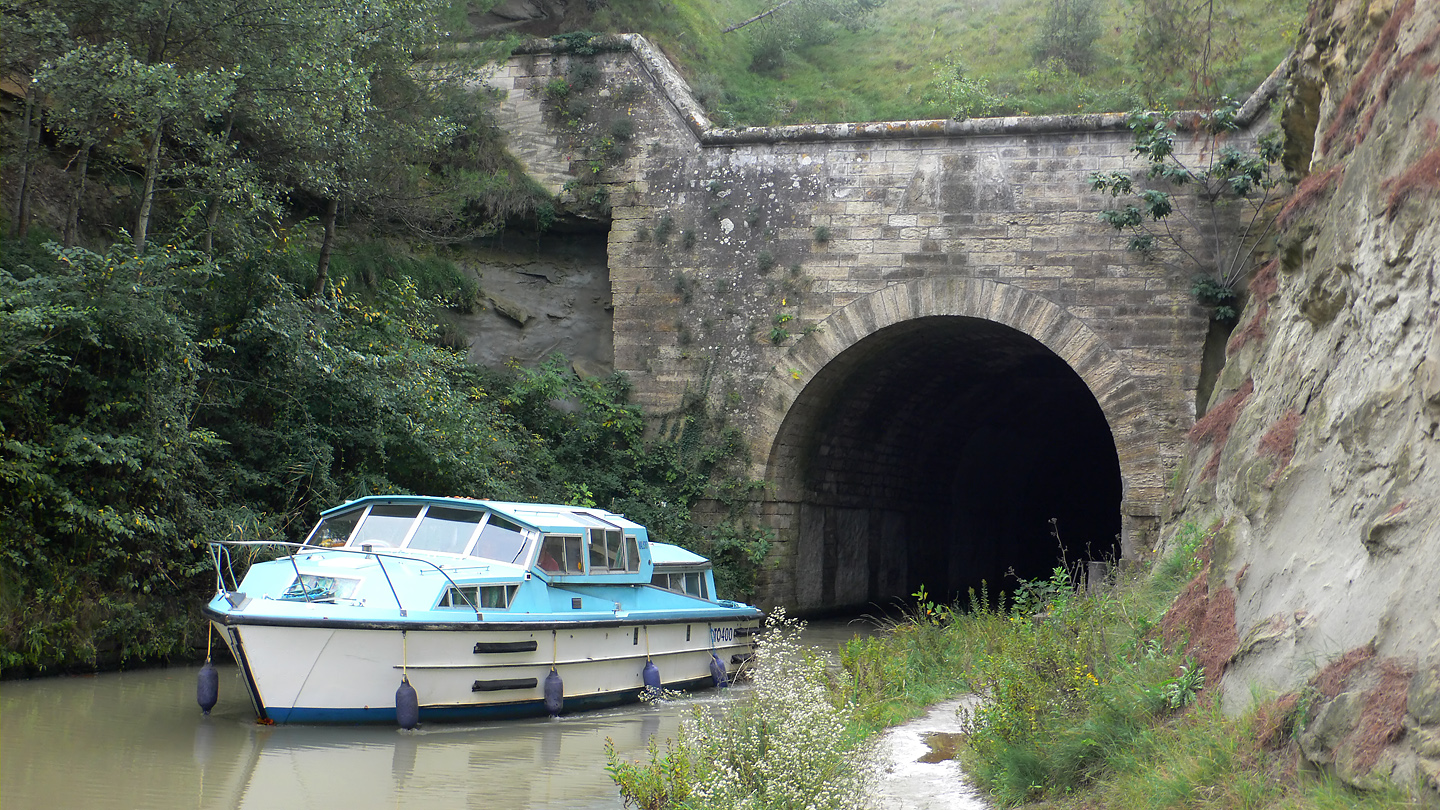
Le tunnel de Malpas sur le canal du Midi.

À partir de la Renaissance plusieurs progrès techniques permettant des améliorations déterminantes dans le creusement des tunnels :
- le creusement de tunnels à grande profondeur nécessite souvent d'évacuer l'eau qui envahit le chantier. Si des pompes à piston avaient été inventées dès l'Antiquité (Ctesibos d’Alexandrie, en 270 av. J.-C.), ce n'est qu'à partir de la Renaissance que celles-ci sont suffisamment perfectionnées pour être utilisées régulièrement pour le creusement des tunnels ;
- dès le Moyen Âge la poudre explosive (poudre noire : mélange de soufre, de charbon de bois et de salpêtre) est connue et utilisée. Mais on usage dans les tunnels nécessite de pouvoir déclencher l'explosion à distance. C'est l'invention de la mèche lente qui permet son utilisation pour le creusement à compter de 1613 ;
- à partir de la fin du XVIIIe siècle on commence à estimer les poussées exercées par les terrains et les risques d'effondrement en utilisant des calculs mathématiques à partir de mesures physiques effectuées sur place ou dans les laboratoires.

Parmi les ouvrages remarquables réalisés à cette époque figure le plus ancien tunnel construit pour le passage d'un canal. Le souterrain de Malpas long de 165 mètres est le premier tunnel réalisé à l'explosif. Il est utilisé par le construit par le canal du Midi conçu par Pierre-Paul Riquet et inauguré en 1679. Un autre ouvrage remarquable de cette période est le grand égout circulaire de Paris, long de 6128 mètres et haut de 2 m, qui est achevé en 1740.

### Les percées techniques duXIXesiècle
Le développement du réseau ferroviaire au XIXe siècle entraine le percement de très nombreux tunnels pour éviter les rampes importantes (non seulement à cause de la faible adhérence des roues sur les rails, mais aussi du ratio puissance/poids médiocre des locomotives à vapeur). En France le premier tunnel ferroviaire est le celui de Terre Noire réalisé sur la Ligne de Saint-Étienne à Lyon. Long de 1500 mètres il est construit entre 1827 et 1832. Le premier grand tunnel routier en France est celui du Lioran (Cantal) long de 1414 mètres réalisé entre 1839 et 1847. Celui-ci est construit de manière traditionnelle à la main et à l’explosif en réalisant de petites galeries qui sont élargies par la suite. Au cours de ce siècle des réalisations de plus en plus complexes entrainent la mise au point de nouvelles techniques :
- La première de ces réalisations est le tunnel sous la Tamise à Londres réalisé entre 1825 et 1843 pour le passage de véhicules hippomobiles sous la Tamise (le tunnel est aujourd'hui utilisé par une des lignes du métro de Londres). Le chantier de ce tunnel long de 400 mètres est dirigé par Marc Isambart Brunel qui met au point la technique du bouclier. Cet échafaudage mobile situé au niveau du front de taille et s'appuyant sur la maçonnerie du tunnel déjà réalisé, permet aux ouvriers de creuser en étant protégé des éboulements par un soutènement[14].
- La longueur des tunnels était limitée à la fois par la lenteur du creusement et par la difficulté à ventiler les chantiers en particulier lorsqu'ils étaient creusés à l'explosif. En 1857 le record de longueur était détenu par le tunnel de Semmering long de 1434 mètres. Le creusement du tunnel de Fréjus sous le massif alpin long de plus de 12 kilomètres entre 1857 et 1870 est rendu possible par l'utilisation pour la première fois de perforatrices à air comprimé (inventées en Angleterre et perfectionnées en Belgique) utilisées pour le creusement et d'un système de ventilation reposant sur des usines à air comprimé installées aux débouchés du tunnel[15]. La construction du tunnel de Fréjus ouvre la voie à la réalisation de tunnels encore plus longs à compter de 1871. Ce sont le tunnel du Saint-Gothard long de 15 kilomètres et le tunnel du Simplon long de 19,5 kilomètres[13].
- La réalisation des premiers métros dans la deuxième moitié du XIXe siècle (métro de Londres en 1863, métro de Budapest en 1896 et métro de Paris en 1900) sont remarquables non par leur longueur car ils sont découpés en plusieurs tronçons mais par la nécessité de creuser dans un terrain occupé en surface par de nombreux bâtiments. Les travaux se font souvent dans la nappe phréatiques et doivent préserver le bati de tassements significatifs[16].
- C’est également à cette époque que sont réalisées les premières galeries hydrauliques dans les massifs montagneux destinés à amener l’eau sous pression jusqu’aux usines hydroélectriques. La première galerie de ce type est celle de Chedde en Haute-Savoie, longue de 1800 mètres pour un diamètre de 3 mètres qui est inaugurée en 1896[13].

### Les tunnels auXXesiècle
De nos jours, c'est plutôt la nécessité d'avoir le meilleur profil en plan (grands rayons de courbure) pour les rames à grande vitesse qui conduit à la construction de tunnels (le tronçon de LGV Florence-Bologne en construction comporte 73 km de tunnels sur 78 km de longueur totale, la première LGV française Paris-Lyon ne comporte aucun tunnel, mais au prix de rampes sensibles (3,5 %). C'est aussi l'encombrement du sol et la difficulté de restructurer l'urbanisme existant dans les agglomérations urbaines qui poussent à l'utilisation du sous-sol, notamment avec les métros malgré le triplement du coût et une certaine claustrophobie des voyageurs.
L'amélioration des moyens techniques et la pression politique pour faciliter les déplacements permettent d'envisager des ouvrages très ambitieux comme le tunnel sous la Manche, et plus généralement sous les détroits ou les grands tunnels de base transalpins, en service (Lötschberg et Saint-Gothard) ou en projet (Lyon-Turin, Brenner). Les tunnels longs sont très souvent affectés au chemin de fer (et à ses dérivés comme le maglev) car le risque d'accident est moindre et les longs trajets souterrains seraient fastidieux pour les transports individuels ; en outre, cela évite l'émission de gaz polluants en milieu confiné et simplifie le problème de la ventilation.

## Méthodes de construction
Il existe plusieurs méthodes de construction d'un tunnel. La méthode est choisie en prenant en compte les caractéristiques du terrain à creuser (notamment roches tendres/dures), de la géométrie de l'ouvrage (longueur, profondeur, tunnel sous-marin), le contexte (tunnel sous des constructions) ainsi que des contraintes géologiques (failles…) et hydrogéologiques (nappes phréatiques).
Les quatre principales méthodes sont :
- dans un terrain rocheux :
  - creusement à l'explosif,
  - creusement par attaque ponctuelle ;
- dans un terrain difficile :
  - creusement par prédécoupage mécanique,
  - creusement à l'aide d'un tunnelier.

Si le tunnel est proche de la surface, le tunnel peut être réalisé en creusant une tranchée qui est ensuite recouverte (tranchée couverte).

### Creusement à l'aide d'explosifs
Le creusement à l'aide d'explosifs est la méthode traditionnelle. Elle est utilisée lorsque le terrain est rocheux et que la roche est saine, homogène et que ses caractéristiques géotechniques sont élevées. Une série de trous de mine est creusée dans la paroi qui doit être abattue à l'aide de marteaux perforateurs (ce sont aujourd'hui généralement des engins télécommandés par ordinateur). La disposition des trous de mine et la puissance des charges explosives insérées dans ceux-ci sont calculées de manière à obtenir une excavation répondant aux besoins et à ne pas ébranler le massif rocheux. L'ensemble des charges est déclenché simultanément (volée), les débris produits sont déblayés et généralement la voute est renforcée de manière provisoire. Il existe différents types de soutènement provisoire : simple boulonnage d'ancrage, boulonnage associé à un treillis métallique, boulonnage associé à un treillis recouvert de béton projeté (épaisseur entre 5 et 20 centimètres), cintres métalliques. Après l'achèvement des opérations de creusement, le revêtement définitif est posé. Il s'agit en général d'une voute de béton armé coulée sur place à l'aide d'un coffrage métallique.

### Attaque ponctuelle

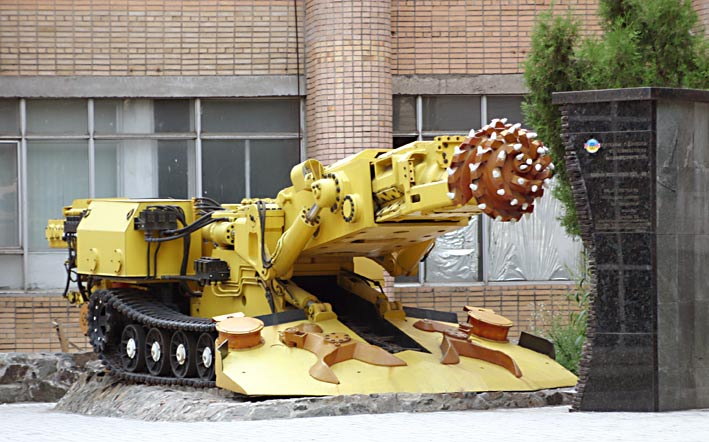
La méthode par attaque ponctuelle utilise des haveuses comme celles utilisées dans les mines (illustrée ici).

La méthode par attaque ponctuelle est utilisée lorsque la roche est friable et que le recours à des explosifs n'est pas possible. Le creusement n'est pas réalisé simultanément sur l'ensemble de la section du tunnel mais sur une partie de celui-ci. Il est réalisé à l'aide d'une machine automotrice (haveuse) se déplaçant sur des pneus ou sur des chenilles et équipée d'un bras orientable à l'extrémité duquel se trouve un outil : godet excavateur, brise-roche, tête de havage à axe longitudinal ou transversal. Les déblais sont évacués à l'arrière et la paroi est équipée d'un soutènement provisoire au fur et à mesure de l'avancement.

### Prédécoupage mécanique
La méthode du prédécoupage mécanique garantit la sécurité des ouvriers lorsque le terrain est instable. Elle consiste à réaliser une succession de saignées d'une épaisseur de 15 à 30 centimètres et d'une longueur de 3 à 5 mètres en suivant le contour de la future voute du tunnel. Cette saignée est remplie de béton à prise rapide et à très haute résistance introduit par projection afin de constituer une prévoute qui assure le soutènement du tunnel. Après durcissement, le terrassement du terrain situé sous la prévoute est effectué. Chaque pré voute est de forme légèrement tronconique de manière à permettre un recouvrement partiel (de 0,5 à 2 mètres) avec la pré voute suivante. La saignée est réalisée par une haveuse constituée d'un bâti rigide sur lequel est fixé un chariot mobile pouvant se déplacer de manière à suivre le contour de la voute à excaver et équipé d'une scie spéciale.

### Tunneliers

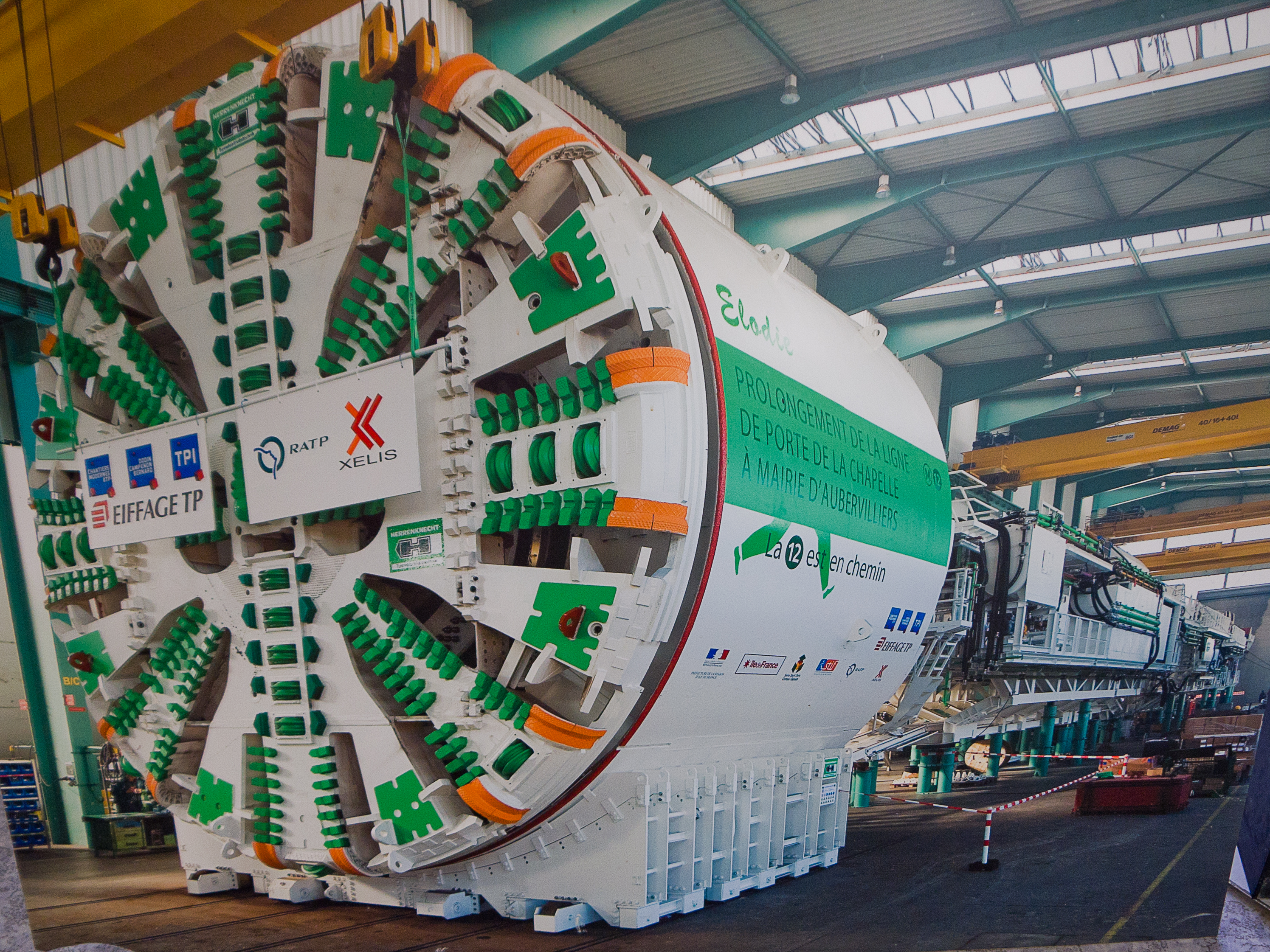
Tunnelier utilisé pour le prolongement de la ligne 12 du métro de Paris : Il mesure 82 mètres de long, 9 mètres de diamètre, pèse 1 400 tonnes et avance en moyenne de 12 mètres par jour.

L'utilisation de tunnelier s'est beaucoup développée au cours des dernières décennies grâce aux progrès technologiques de ces machines. Celles-ci permettent désormais de réaliser des tunnels dans des conditions géologiques difficiles (sols meubles, roches tendres, argiles molles, terrains instables, présence d'aquifères…) tout en améliorant la productivité et la sécurité des chantiers. Un tunnelier est une machine complexe qui réalise en continu les fonctions suivantes :
- excavation du terrain ;
- stabilisation et soutènement du front de taille ;
- soutènement provisoire des parois du tunnel juste en arrière de la zone de creusement ;
- évacuation des déblais ;
- mise en place du soutènement provisoire ou du revêtement définitif ;
- guidage en suivant une direction programmée et avancement automatique à l'aide de vérins.

Les tunneliers permettent de creuser des tunnels dont le diamètre est compris entre 2 et 20 mètres. Ils sont généralement utilisés pour creuser dans des terrains meubles de grande longueur du fait du cout d'investissement important. Leur vitesse d'avancement est de l'ordre de 10 à 50 mètres par jour. On distingue trois types de tunnelier :
- Le tunnelier équipé d'une machine d'attaque ponctuelle ou globale. Il est utilisé lorsque le terrain permet de se passer d'un soutènement provisoire.
- Le tunnelier à bouclier classique (ouvert) prend en charge à la fois les fonctions d'excavation et de soutènement latéral. Il comporte une structure cylindrique rigide (la jupe) qui progresse au fur et à mesure du creusement et assure la stabilité du tunnel avant la pose du soutènement provisoire. Il est utilisé dans les terrains meubles.
- Le tunnelier à confinement (ou front pressurisé) est utilisé dans les terrains alluvionnaires en présence d'eau. La partie avant du tunnelier (chambre d'abattage) est mise sous pression afin de stabiliser le front de taille.

### Tranchée couverte

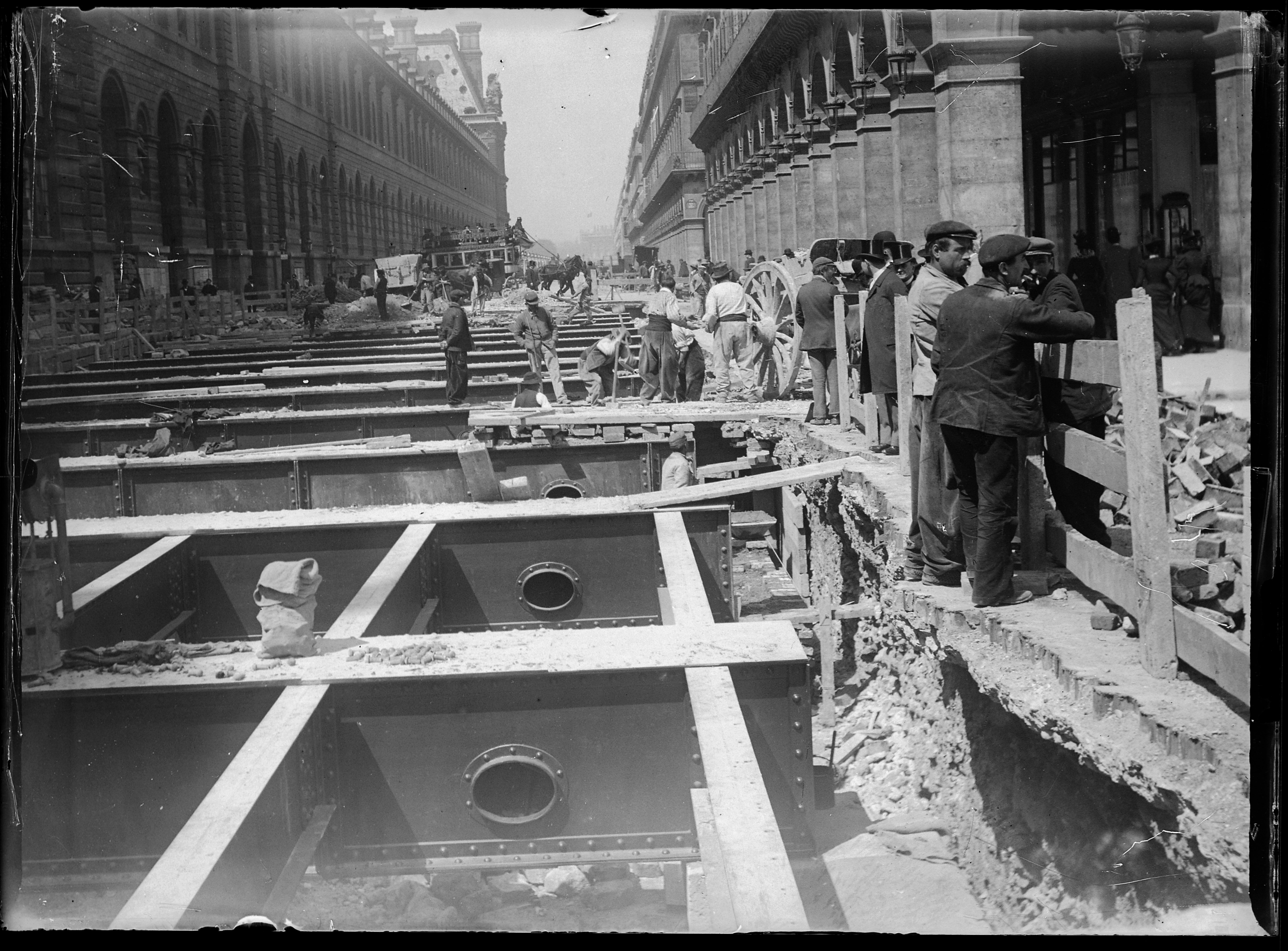
La construction de la ligne 1 du métro de Paris, rue de Rivoli par la méthode de la tranchée couverte est en cours de finition sur cette photo prise en 1899.

Alors que les tunnels profonds sont excavés à l'aide des méthodes classiques (explosifs, attaque ponctuelle, tunnelier), les tunnels peu profonds (en principe lorsque la couverture est inférieure au diamètre du tunnel) sont généralement réalisés en utilisant la méthode de la tranchée couverte. Ce mode de construction est assez simple : une tranchée est excavée puis recouverte. Il peut être nécessaire de mettre en œuvre des procédés permettant d'assurer la stabilité des talus de l'excavation pendant les travaux : clouage des parois, murs ou parois provisoires (berlinoises, parisiennes, parois moulées, palplanches, etc.). Pour les profondeurs intermédiaires, la méthode de la tranchée couverte peut être combinée avec des méthodes plus classiques. En milieu urbain, la tranchée couverte nécessite d'interrompre la circulation des voies qui passent au-dessus de son emplacement et éventuellement de démolir les bâtiments en surplomb. Pour pallier ces inconvénients certains tunnels sont réalisés en utilisant les deux techniques : excavation sous les parties bâties et tranchée couverte pour les portions non encore urbanisées.
La méthode de la tranchée couverte est peu coûteuse et elle peut s'imposer dans des terrains difficiles. En milieu urbain elle peut se heurter à la présence d'obstacles souterrains non repérés (anciens réseaux, anciennes constructions, fontis) qui peuvent lui faire préférer un tunnel réalisé en profondeur. Les premiers tunnels du métro de Paris, ville au sous-sol difficile, ont été réalisés pour ces deux raisons en utilisant à faible profondeur en utilisant en partie cette méthode qui a imposé de suivre le tracé des rues et des boulevards. Cette contrainte explique le tracé tortueux des lignes avec des conséquences négatives pour la vitesse commerciale du métro. D'un point de vue historique c'est la méthode de construction décrite par Diodore de Sicile pour le tunnel sous l'Euphrate qu'aurait réalisé la reine Sémiramis qui détourna le cours de l'Euphrate pour y réaliser un tunnel dans son lit avec des parois en briques revêtues d'asphalte. Puis, une fois le tunnel terminé et remblayé, l'Euphrate fut rétabli dans son lit naturel.

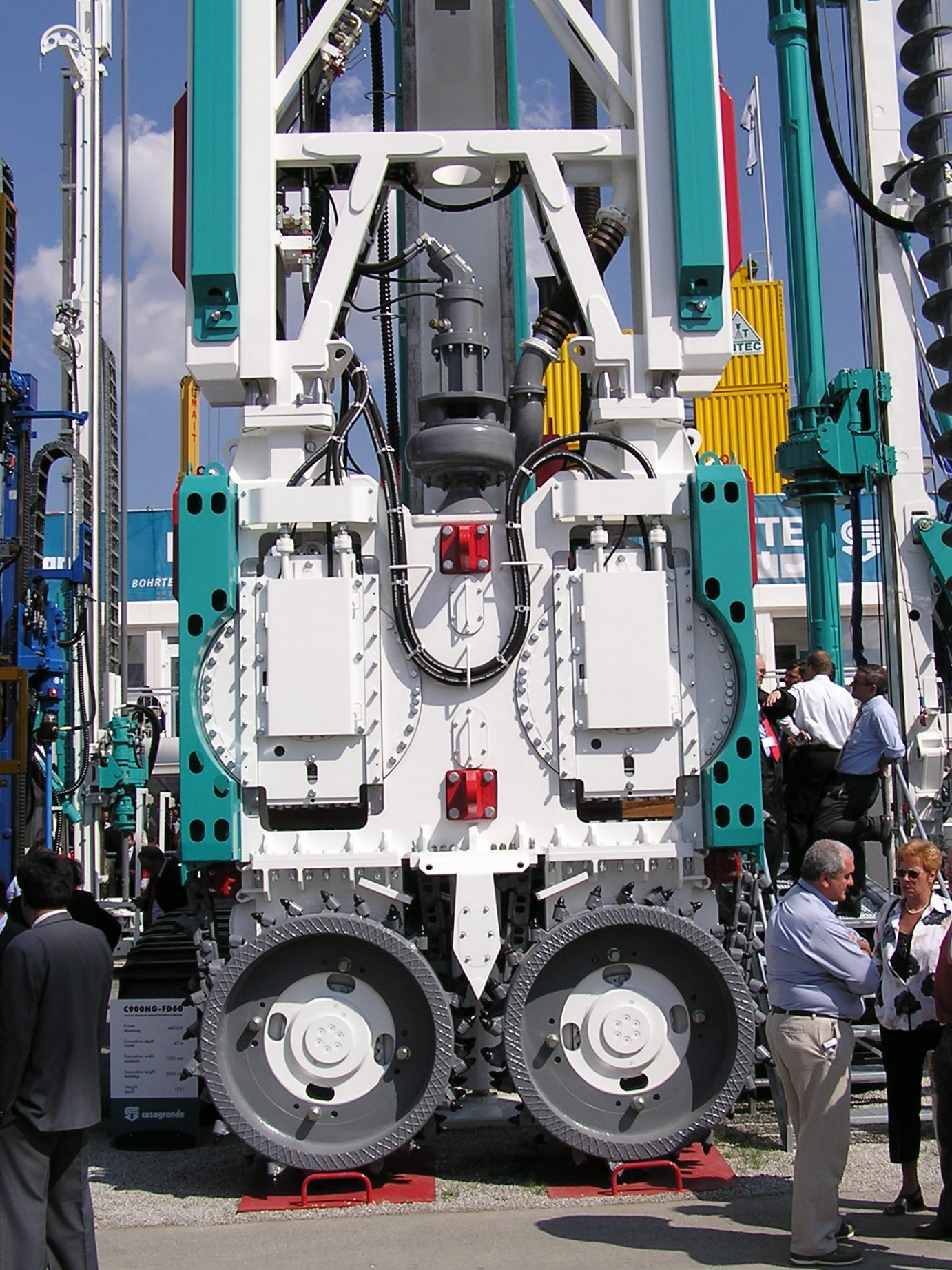
Un trépan-benne utilisé pour creuser les tranchées des parois moulées.

Pour réaliser un tunnel en tranchée couverte, plusieurs méthodes de construction des murs de soutènement latéraux peuvent être utilisées en fonction de la nature du terrain, des conditions hydrauliques (profondeur de la nappe phréatique…), de la finition recherchée, de l'espace disponible pour le chantier, des nuisances sonores induites ainsi que des contraintes de cout et de délai :
- Parois moulées. Après avoir réalisé un mur-guide pour délimiter le contour des murs de soutènement latéraux du tunnel, une tranchée profonde est creusée le long de ceux-ci à l'aide d'un trépan-benne. Celle-ci est ensuite remplie de béton armé. Le terrain situé entre les parois moulées est ensuite décaissé jusqu'au niveau du futur radier du tunnel. Le soutènement réalisé peut être définitif.
- Parois préfabriquées. Le principe est identique à la méthode précédente sauf que les parois en béton ne sont pas coulées mais sont préfabriquées. Cette solution permet une meilleure finition et d'utiliser moins de béton (le résultat est de meilleur qualité). Mais les installations de préfabrication couteuses ne sont amorties que si le métrage de parois à fabriquer est important.
- Rideaux de palplanches. Les palplanches sont des parois métalliques qui sont enfoncées à l'aide d'engins de battage pour former un soutènement provisoire. C'est une solution adaptée aux terrains meubles mais sa mise en oeuvre est bruyante. Le soutènement définitif reste à réaliser.
- Parois clouées.
- Fouilles blindées butonnées.
- Parois berlinoises.
- Jet Grouting.

Le terrassement peut se faire à ciel ouvert entre les deux parois de soutènement réalisées ou en souterrain après avoir réalisé les parois de soutènement et la dalle de couverture. Le plancher du tunnel (le radier) est le plus souvent bétonné même si le sol est au-dessus de la nappe phréatique pour éviter les conséquences de tassements différentiels ou de gonflements. L'épaisseur du radier dépend des rôles qu'il est amené à jouer : lest de l'ouvrage pour résister à la pression de la nappe phréatique lorsque le tunnel est partiellement sous son niveau, support de l'ensemble de l'ouvrage (profil cadre, section en auge), poutre prenant appui sur des fondations profondes. Les parois de soutènement peuvent constitués les piédroits du tunnel (parois définitives). Dans le cas des méthodes de construction de type parois clouées, rideaux de palplanches, méthode berlinois), un mur de piédroit peut être réalisé. Du fait de leur mode de réalisation, les tunnels réalisés par la méthode de la tranchée couverte ont une section généralement rectangulaire.

### Autres méthodes

#### La méthode autrichienne
La nouvelle méthode autrichienne (NMA, ou NATM en anglais) s'est développée dans les années 1960. Elle trouve tout son intérêt dans les zones de roches friables. L'idée générale de cette méthode est d'utiliser la roche intacte située à quelques mètres du tunnel pour stabiliser celle qui se situe plus près de l'ouvrage. Pour ce faire, de longues tiges en aciers sont enfoncées dans la roche puis boulonnées.

#### Tunnels réalisés par emboitement à poussée hydraulique
Ce mode de construction consiste à insérer dans le terrain des sections de tunnels en béton préfabriqués qui sont poussés à l'aide d'un système hydraulique. Cette méthode est utilisée lorsque le tunnel est court (quelques centaines de mètres au maximum) et peu profond et que la surface au-dessus du tunnel est occupée par des routes, des voies ferrées ou des pistes d'aéroport dont le trafic ne peut être interrompu. Très couteux ce mode de construction met en œuvre des techniques spéciales pour minimiser la friction, empêcher l'affaissement et maintenir l'alignement du tunnel.

### Cas particuliers

#### Cas des tunnels sous-marins

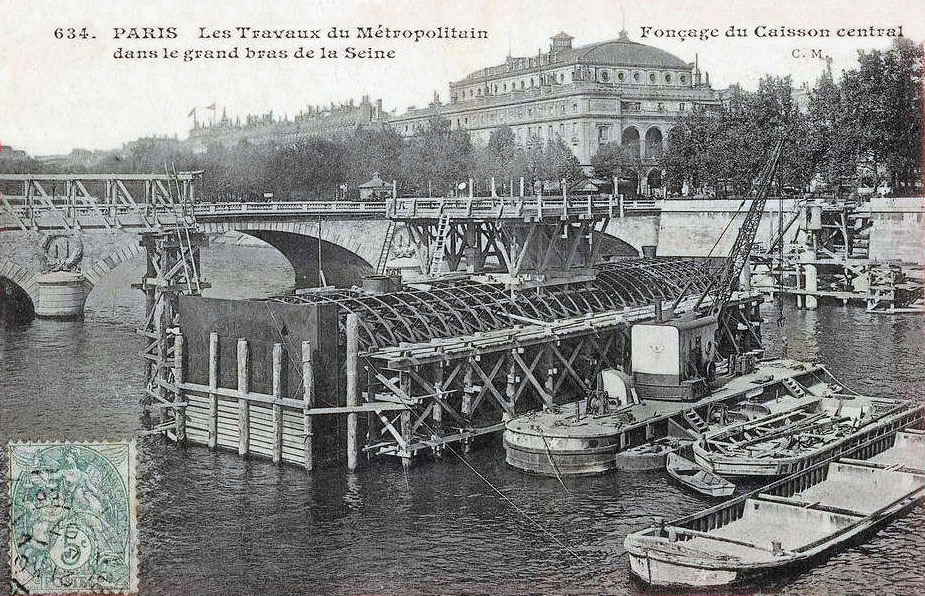
Immersion du caisson central du tunnel de la ligne 4 du métro de Paris sous le bras principal de la Seine (1906).

Il existe plusieurs méthodes permettant de construire un tunnel sous-marin. Pour les tunnels les plus longs (par exemple tunnel sous la Manche), les méthodes classiques sont utilisées (tunnelier, explosifs...). Dans les autres cas (traversée de fleuves navigables ou d'estuaires maritimes), lorsque la solution d'un pont n'a pu être retenue, on utilise souvent la technique des tunnels préfabriqués au sec et immergés. Cette technique présente plusieurs avantages : elle permet d'éviter de devoir passer à grande profondeur sous le cours d'eau (nécessaire pour maintenir une distance suffisante entre la voute du tunnel et le fond du cours d'eau) ce qui imposerait des rampes d'accès importantes, elle permet de contourner le problème des sols meubles qui rendent le forage d'un tunnel délicat et elle autorise tous les types de section ce qui est recherché en particulier pour les tunnels routiers. Cette méthode consiste à pré-fabriquer le tunnel en plusieurs tronçons plus ou moins longs à l'air libre et au sec dans une forme de radoub improvisée pour le chantier. Ces sections de tunnels sont réalisées en béton armé, en béton précontraint ou en acier rempli de béton. Leurs extrémités sont rendues étanches puis ils sont déplacés par flottaison jusqu'à l'endroit où ils doivent être placés. Ils sont alors immergés et jointoyés avec l'élément déjà en place. C'est par exemple la technique utilisée pour réaliser le tunnel sous la Seine de la ligne 4 du métro parisien. Un des plus longs tunnels construits en utilisant cette technique est le tunnel ferroviaire traversant la baie de San Francisco long de 5 825 mètres.

#### Tunnels à grande profondeur (tunnel de base)
Les tunnels à grande profondeur sont des tunnels franchissant des massifs montagneux à une altitude peu élevée (d'où le qualificatif de tunnel de base). Ce type de tunnel se caractérise par une couverture (distance entre la voute du tunnel et la surface) très importante et une grande longueur, ce qui cause des problèmes spécifiques. Les opérations de reconnaissance (sondages, état de contrainte du terrain…) sont complexes. Les phénomènes de décompression du terrain sont importants. La profondeur et la longueur du tunnel rendent plus difficiles l'évacuation des eaux (exhaure) et la ventilation du tunnel ; par ailleurs il faut gérer des températures élevées. Les ouvrages annexes réalisés pour la ventilation ou la sécurité de l'exploitation nécessitent la réalisation de puits de grande hauteur et de galeries inclinées. La phase d'étude, qui nécessite la réalisation de puits et de galeries de reconnaissance de grande longueur, est couteuse. La réalisation des tunnels de ce type est devenu possible grâce aux progrès techniques réalisés ces dernières décennies. Ce sont des tunnels ferroviaires qui présentent l'avantage de supprimer les rampes d'accès aux tunnels traditionnels qui franchissaient les massifs montagneux à haute altitude, de simplifier le tracé en permettant des vitesses beaucoup plus élevées. Les réalisations sont peu nombreuses : les principales sont le tunnel de base du Lötschberg (mise en service en 2007), le Tunnel de base du Saint-Gothard (2016), le tunnel de base du Mont-d'Ambin sur la ligne Lyon-Turin et le tunnel de base du Brenner dont la mise en service est prévue au début de la décennie 2030.

## Conception d'un tunnel

### Choix du tunnel

#### Tunnel, lacets, viaduc et passage en «déblai/remblai»
Le tunnel quand il est long est un investissement très coûteux, particulièrement quand il est percé dans une roche dure ou au contraire à risque de solifluxion. Par ailleurs quelques accidents graves (par exemple : Incendie du tunnel du Mont-Blanc) ont rendu son image moins attractive. Cependant dans un contexte difficile (fortes pentes, risque d'éboulement ou de glissements de terrain…) il peut être à terme moins cher et plus sécurisant qu'une longue route en lacets. Et outre une grande sécurité et une protection contre les intempéries (s'il est bien conçu), il présente l'avantage de ne pas couper les corridors biologiques là où ils existent et donc de ne pas contribuer à la fragmentation écopaysagère. De ce point de vue il est préférable au viaduc qui outre son impact paysager, peut affecter les migrations d'oiseaux et l'environnement nocturne, s'il est éclairé.
Quand il est court, on l'assimile parfois à un écoduc. Sa construction, qui se fait souvent dans des zones écologiquement sensibles (écosystèmes de montagne) doit s'accompagner d'une bonne étude d'impact et d'une bonne gestion des matériaux extraits et de l'air pollué par les véhicules, le train et le ferroutage étant de ce point de vue des alternatives qui se développent (en Suisse notamment).

#### Choix entre tunnel et pont
Pour traverser une rivière ou un bras de mer, un tunnel est généralement plus coûteux à construire qu'un pont. Il existe cependant beaucoup de raisons de choisir un tunnel plutôt qu'un pont :
- Des considérations de navigation peuvent intervenir dans ce choix. Il est possible d'éviter d'avoir recours à des ponts levants ou à des ponts suspendus, en créant des tunnels à certains endroits de la traversée, rendant ainsi le trafic fluvial ou maritime possible.
- Les ponts exigent habituellement sur chaque rivage une plus grande emprise que des tunnels ; dans les secteurs où l'immobilier est particulièrement cher (Manhattan, Hong Kong, etc.), c'est un facteur fort en faveur des tunnels.
- Dans le cas du projet Big Dig à Boston, un système de tunnels a été choisi afin d'augmenter la capacité du trafic.
- Un tunnel permet d'éviter des difficultés liées aux marées ou au mauvais temps pendant la construction (comme dans le tunnel sous la Manche de 50 km)
- Pour des raisons esthétiques (préservation de la vue, du paysage)
- Pour des raisons de résistance du sol au poids de l'ouvrage.
- Pour des raisons écologiques. Le tunnel à la différence de la route, d'une voie ferrée, ou de certains ponts n'a pas d'impact en termes de fragmentation écopaysagère ou de pollution lumineuse et le roadkill y est limité si l'entrée des animaux y est limitée par des aménagements adaptés aux ouvertures. Ainsi les mesures conservatoires faisant suite à une étude d'impact peuvent se traduire par la construction d'un tunnel. Le ferroutage est une solution permettant (comme dans le tunnel sous la manche) de limiter la pollution de l'air par les micro et nanoparticules.

Il existe de nombreux exemples pour lesquels on a choisi de traverser des rivières ou des bras de mer en construisant un tunnel plutôt qu'un pont : Holland Tunnel, Lincoln Tunnel entre le New Jersey et Manhattan, Westerscheldetunnel aux Pays Bas, tunnel sous la Manche.

#### Alternatives et solutions mixtes aux tunnels
- Quelques traversées de fleuves ou de bras de mer combinent les avantages du pont et du tunnel en les faisant se succéder ; on les appelle alors logiquement « ponts-tunnels ». Ce sont par exemple le pont-tunnel d'Øresundsbron reliant le Danemark à la Suède, et le pont-tunnel Louis-Hippolyte-La Fontaine à Montréal.
- Au moins un projet de « pont-tunnel » a été étudié en France par la DDE du Nord parmi d'autres solutions à la fin des années 1990 et au début des années 2000 (abandonné depuis) : le projet de franchissement du lit majeur de l'Escaut à Proville dans le cadre du contournement sud de Cambrai. Il s'agissait d'une forme particulière de « pont-tunnel » comprenant un tube routier posé sur un viaduc qui aurait permis le franchissement de l'Escaut naturel et de l'Escaut canalisé tout en limitant l'incidence des véhicules sur le milieu naturel environnant. Cet axe routier aurait en effet amené les véhicules à traverser la canopée de deux massifs forestiers, de taille limitée, mais uniques dans cette région particulièrement déboisée. Il aurait de même coupé un important couloir de migration animale ayant vocation de corridor biologique de grande valeur (d'importance européenne) et unique dans la région. Le tube aurait ainsi permis de réduire le bruit et les perturbations liées aux véhicules ainsi que les nuisances liées à l'éclairage nocturne. Il était proposé de tester la végétalisation des piles du pont et de l'enveloppe formant le tunnel, ce qui aurait peut-être pu conférer à cette structure une fonction d'écoduc.

### Étude préalable
La réalisation d'un tunnel entraine une modification des contraintes s'exerçant sur le terrain qui peut affecter la stabilité de l'ouvrage au cours de sa réalisation ou après sa mise en service et provoquer des désordres dans l'environnement du tunnel (par exemple affaissement du sol en surface avec des répercussions sur le bati). Aussi la réalisation des travaux doit-elle être précédée par une phase d'étude qui peut être très complexe impliquant notamment des géologues et des géotechniciens. Ceux-ci doivent identifier les terrains traversés (lithologie, répartition des couches de terrain, caractéristiques mécaniques), les hétérogénéités géologiques, les discontinuités du massif traversé et les fissurations de la roche ainsi que les conditions hydrauliques (nappes, modes de circulation, perméabilité, chimie des eaux). Le résultat de ces études est utilisé pour définir le tracé en plan et le profil en long, les caractéristiques du soutènement et du revêtement ainsi que dans une certaine mesure la méthode utilisée pour réaliser le tunnel et la forme de la section du tunnel.

### Réalisation
Entre le moment où la première pelletée enlevée modifie l'équilibre d'une masse de terrain en place et celui où le revêtement achevé offre toute sa résistance, il est nécessaire, tant pour la sécurité des équipes au travail que pour le maintien aux dimensions données de l'excavation, de s'opposer par un dispositif approprié aux poussées plus ou moins intenses qui tendent à la fermeture de la cavité créée. On y parvient ordinairement par des systèmes d'étais reposant sur le sol des galeries, soit par un système d’ancrage par boulonnage ou de cintres provisoires. Après achèvement, le soutènement d’un tunnel est constitué soit de ces ancrages associés ou non à du béton projeté, soit d’anneaux de béton ou métalliques qui constituent ainsi une coque.

### Pose du revêtement définitif
Normalement, une fois que l’excavation a été stabilisée par le soutènement, le revêtement de tunnel est appliqué. Ainsi, une fois mis en place, le revêtement n’est en général pas mis en charge. De cette manière, la fonction structurelle du revêtement se limite à offrir une marge de sécurité additionnelle à l’ouvrage, dans les cas où soit le terrain, soit le soutènement mis en place subissent des détériorations, ou dans les cas où l’on devra faire face à des phénomènes de charges différées dans le temps.

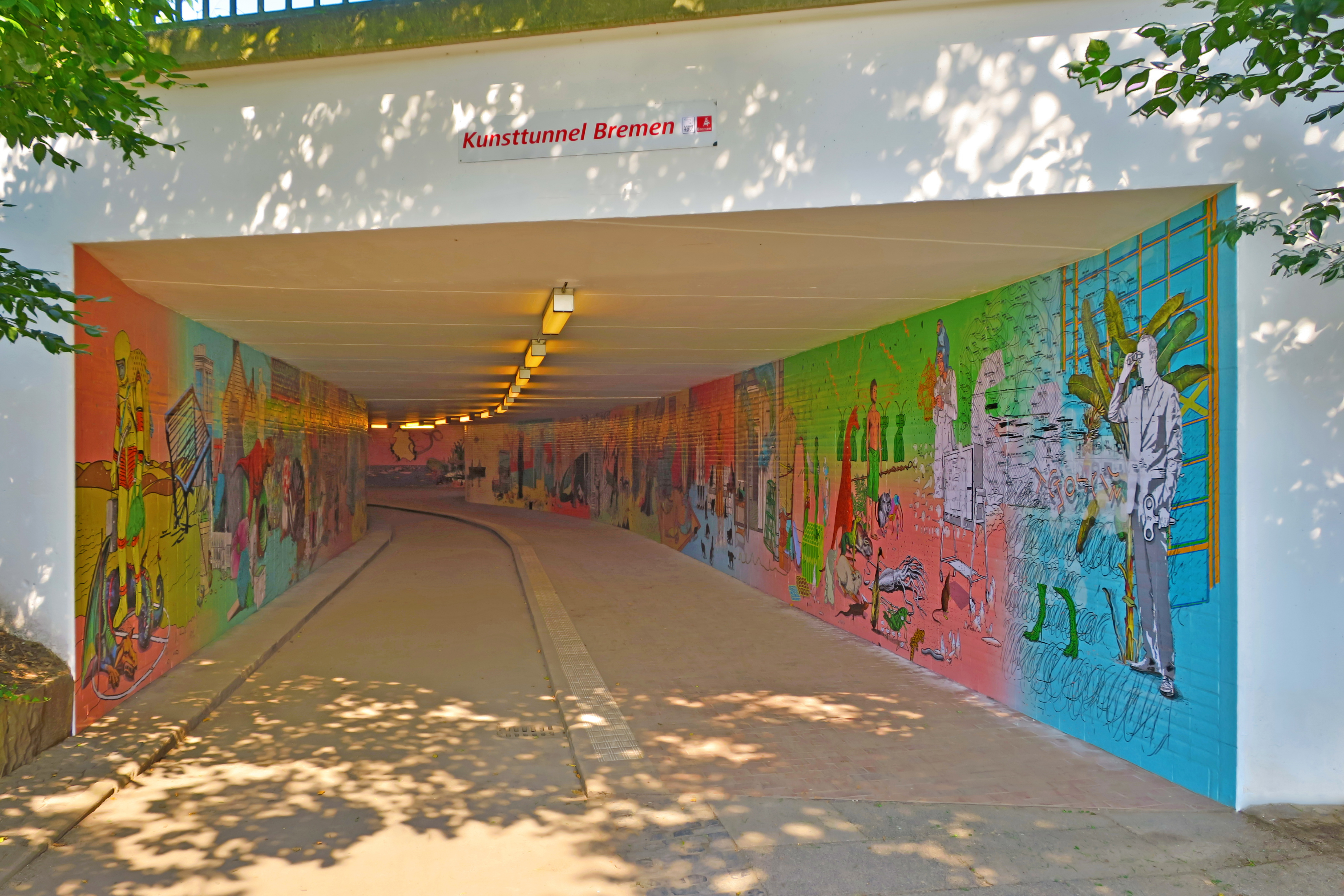
Le « tunnel d'art de Brême » (Allemagne), un tunnel pour vélos et piétons, peinture de Johann Büsen, 2017

Les principales fonctions du revêtement sont les suivantes :
- fonction mécanique — les cas où le revêtement peut être appelé à jouer un rôle important dans la stabilité à long terme de l'excavation ;
- imperméabilisation ;
- fonctionnelle — pour accroître l'efficacité de la ventilation et de l'illumination (tunnels routiers), ou de la capacité hydraulique (tunnels pour circulation de fluides) ;
- esthétique.

Les types de revêtement sont :
- Revêtement en béton coffré non armé ;
- Revêtement en béton coffré armé ;
- Revêtement en béton projeté ;
- Revêtement en voussoirs préfabriqué ;
- Revêtement en voûte actives.

## Législation et sécurité
Après divers accidents parfois dramatiques comme celui du tunnel du Mont blanc en 1999 (39 morts), la réglementation concernant les tunnels s'est durcie, notamment concernant la surveillance des tunnels les plus longs ou difficiles d'accès.

### Réglementation des tunnels routiers en France
En France, les tunnels sont notamment concernés par le code de la voirie routière, par un arrêté du 18 avril 2007 et relatif à la composition et la mise à jour des dossiers préliminaires et de sécurité et au compte rendu des incidents et accidents significatifs, par une annexe de circulaire sur la sécurité et par une circulaire interministérielle relative à la sécurité des tunnels routiers d’une longueur supérieure à 300 mètres.
Une autre circulaire concerne les diagnostics de sécurité des tunnels de plus de 300 mètres situés sur le réseau des collectivités territoriales ou le réseau d’intérêt communautaire relevant de la compétence d’établissements publics de coopération intercommunale (EPCI).
Les tunnels de plus de 300 m doivent faire l'objet d’exercices annuels organisés par le maître d’ouvrage et les services d’intervention.
Les tunnels routiers sont soumis à des autorisations de mise en service délivrées par le Préfet de département valables pour 6 ans. Les tunnels ferroviaires (hors RFF) ont des autorisations de 10 ans délivrées par le Préfet de région (par exemple la RATP). Les tunnels ferroviaires de RFF dépendent d'autorisations nationales.

### Bénéfices des distances de sécurité
Les distances de sécurité permettent de réduire le nombre de véhicules présent dans le tunnel en cas d'incendie, d’apaiser la circulation et en conséquence de limiter le risque d’accident.
À l’arrêt, les distances de sécurité doivent réduire le risque de propagation d'incendie et aider à répartir les usagers sur les issues présentes. Elles permettent aussi l’approche des services d’intervention et de secours.

### Microclimat, qualité de l'air
Selon sa localisation, sa profondeur, longueur, son aération et ses usages le tunnel dispose d'un microclimat particulier, et d'une qualité de l'air qui peut être très altérée par les échappements et dépôts secs des véhicules (pollution routière) avec de possibles réenvols de particules et nanoparticules polluantes

### Utilisation des tunnels routiers en France
En France, le Centre d’Études des Tunnels (CETU) est le centre de compétences du ministère chargé des transports, responsable de l’ensemble des domaines techniques relatifs aux tunnels. Il s'intéresse aux facteurs humains et organisationnels de la sécurité en tunnel routier, en particulier en cas d’incendie. Selon ses travaux, il est important de former et informer les usagers circulant dans ces ouvrages souterrains.
Selon la directive de 2004, des campagnes d'information doivent porter sur le comportement approprié que doivent adopter les usagers de la route lorsqu’ils
abordent un tunnel et lorsqu’ils le traversent, en particulier dans l’éventualité d’une panne de véhicule, d’un embouteillage, d’un accident ou d’un incendie. En France, trois cas d'utilisation de tunnels routiers font l'objet de communication du ministère chargé des Transports.
- Le cas d’utilisation normale :

En situation normale de conduite, des panneaux signalent des informations aux conducteurs en approche. Lors de la conduite dans un tunnel le conducteur doit allumer les feux de croisement, respecter les distances de sécurité, et les limitations de vitesse. Des lumières bleues latérales peuvent aider à maintenir les distances de sécurité.
La radio permet d'être informé de l'évolution du tunnel.
L'arrêt, le stationnement et le demi-tour sont interdits.
- Le cas de panne de son véhicule :

Pour éviter la panne, il est conseillé de vérifier l'état du véhicule, et le niveau d'essence, avant de s'engager sur une route comportant un tunnel.
En cas de panne, il est conseillé de s'arrêter à l'extrême droite, d'allumer les feux de détresse, et de couper le moteur.
Un trottoir doit permettre de marcher (avec le gilet jaune) jusqu’à la niche de sécurité à moins de 200 mètres, où une borne d’appel d’urgence permet un dépannage.
- Le cas de l'incendie :

En cas d'incendie, il est conseillé d'évacuer tous les passagers du véhicules. L'alerte peut éventuellement être donné par une sirène ou l'autoradio.
Les flèches indiquent la sortie la plus proche et le chemin vers le point de rassemblement.
L'entrée des véhicules dans le tunnel est alors interdite par un feu rouge.
En 2022, la France introduit une signalisation qui indique aux usagers comment utiliser les lumières bleues pour respecter les distances de sécurité.

### Mesures de sécurité en Europe

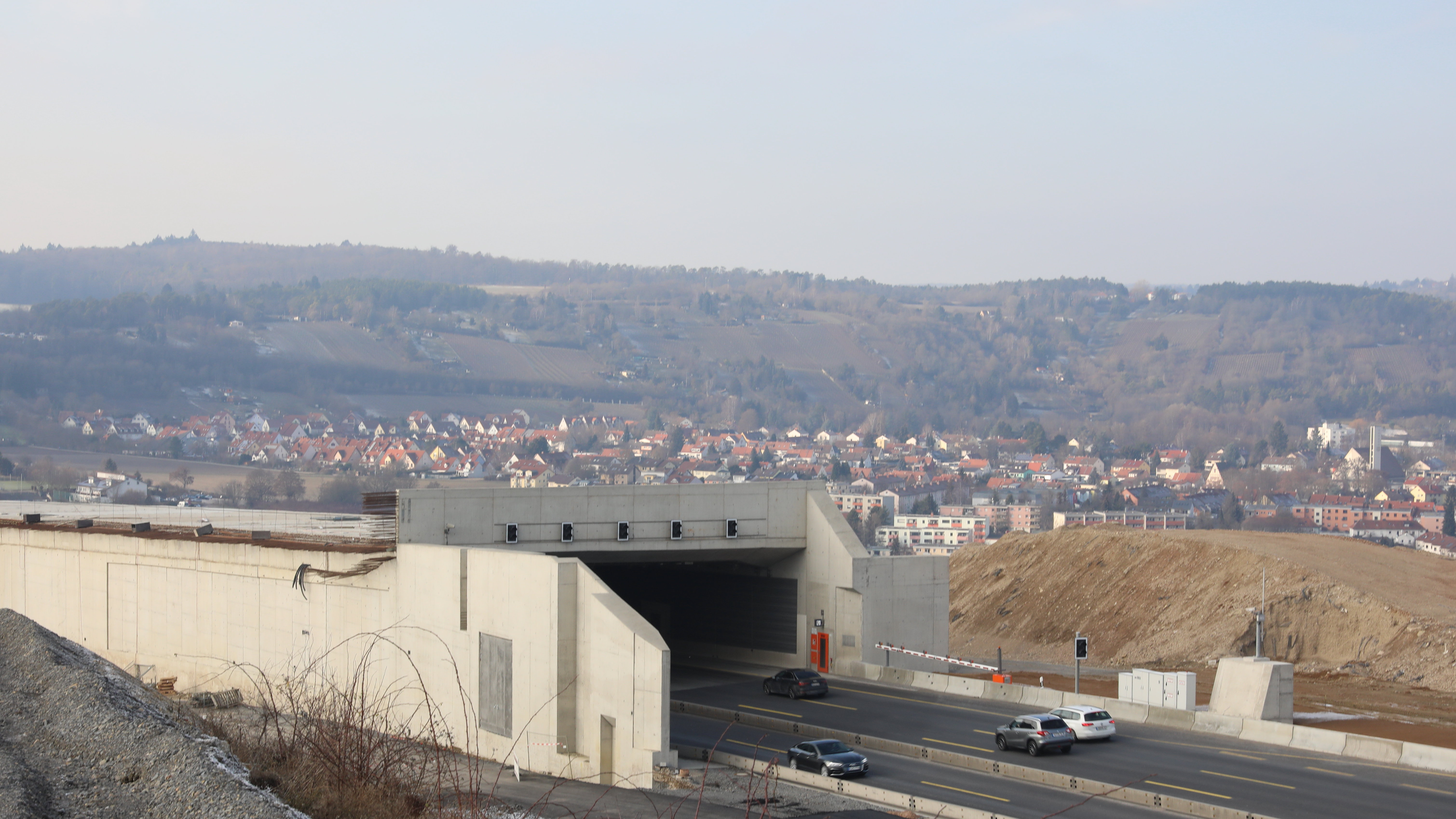
Le tunnel du Katzenberg sur l'autoroute allemande Bundesautobahn 3 près de Wurtzbourg.

En Europe, la directive de 2004, définit des mesures de sécurité pour les nouveaux tunnels routiers.
Ces mesures réglementaires portent sur :
- le nombre de tubes et de voies ;
- la géométrie du tunnel ;
- les voies d’évacuation et issues de secours ;
- les accès des services d’intervention ;
- les garages ;
- le drainage ;
- la résistance au feu des structures ;
- l'éclairage ;
- la ventilation ;
- les postes de secours ;
- l'alimentation en eau ;
- la signalisation routière ;
- la conception du poste de contrôle-commande ;
- les équipements de fermeture du tunnel ;
- les systèmes de communication ;
- la résistance au feu des équipements.

### Signalisation routière en Europe
En Europe, la directive de 2004, la signalisation routière se conforme à la convention de Vienne de 1968, avec les précisions apportées par la directive de 2004.

## Tunnels remarquables

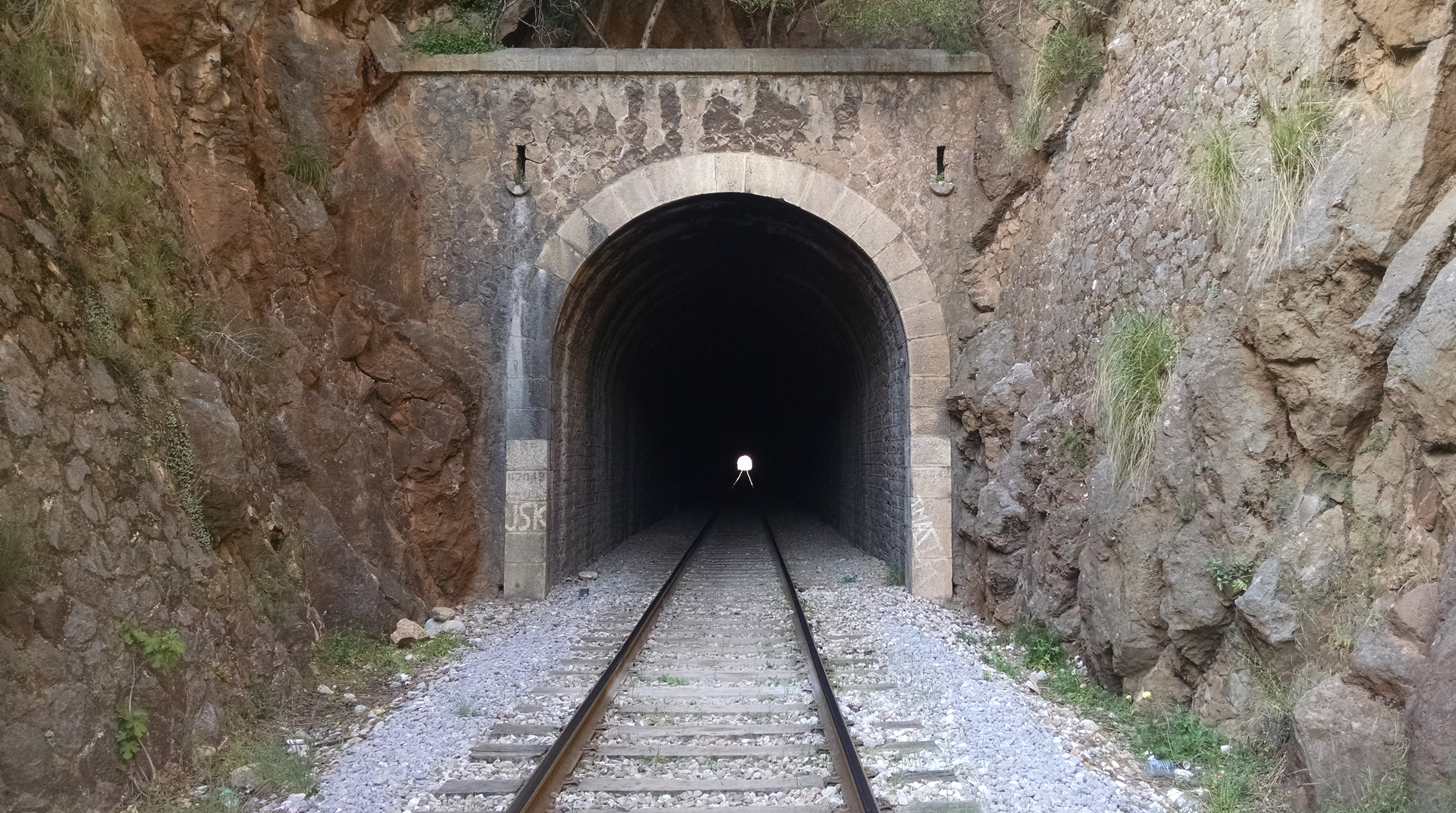
Tunnel dans une région montagneuse à Boumerdès, Algérie.

- Le plus long tunnel du monde, le tunnel de base du Saint-Gothard a été percé sous le massif du Saint-Gothard en Suisse entre Erstfeld et Bodio : long de 57 km, il comporte deux tubes parallèles. Le percement du premier tube a été achevé le 15 octobre 2010, et le second au printemps 2011. Ce tunnel mis en service en juin 2016 relie Zurich à Milan en 2h40 pour les trains de passagers qui peuvent y circuler à 250 km/h; les trains de marchandises roulent à 160 km/h.
- Le tunnel du Seikan, tunnel sous-marin de 53,850 km qui relie les îles de Honshū et de Hokkaidō au Japon, a été le plus long tunnel ferroviaire du monde jusqu'à la mise en service du tunnel de base du Saint-Gothard en juin 2016.
- Le tunnel sous la Manche entre la France et le Royaume-Uni fait 50,450 km.
- Le tunnel de base du Lötschberg en Suisse fait 34,6 km.
- Le tunnel de Guadarrama en Espagne fait 28,4 km.
- Le tunnel de Lærdal dans l'ouest de la Norvège, entre Lærdal et Aurland, est le plus long tunnel routier du monde (24,5 km).
- Le tunnel de Hsuehshan est le plus long tunnel routier d'Asie avec 12,90 km.
- En Finlande, l'aqueduc du Päijänne est le plus long tunnel creusé dans la roche au monde. Ses 120 kilomètres de long approvisionnent la capitale Helsinki en eau potable.
- À titre de curiosités, on peut citer les tunnels du CERN (Centre européen de recherche nucléaire), accueillant les accélérateurs de particules Super Proton Synchrotron (SPS) et Large Hadron Collider (LHC), tous deux situés au niveau de la frontière franco-suisse, à proximité de Genève. Ils présentent la particularité de former chacun un anneau (d’une circonférence de sept kilomètres pour le SPS et de 26,66 kilomètres pour le LHC), et de fait ils ne possèdent aucune extrémité et ne débouchent jamais à la surface. On y accède via des puits verticaux ou des galeries de service.